# FK Šeksna Čerepovec
Futbolnyj klub Šeksna Čerepovec (rusky: Футбольный клуб «Шексна» Череповец) byl ruský fotbalový klub sídlící ve městě Čerepovec. Klub byl založen v roce 1960, zanikl v roce 2012.

## Historické názvy
- 1997 – Severstal Čerepovec
- 2004 – Šeksna Čerepovec

## Umístění v jednotlivých sezonách
| Sezóny  | Liga                        | Úroveň | Z  | V  | R  | P  | VG | OG | +/- | B  | Pozice |
| ------- | --------------------------- | ------ | -- | -- | -- | -- | -- | -- | --- | -- | ------ |
| 2007    | Vtoroj divizion – sk. Zapad | 3      | 30 | 15 | 8  | 7  | 50 | 33 | +17 | 53 | 2.     |
| 2008    | Vtoroj divizion – sk. Zapad | 3      | 36 | 20 | 8  | 8  | 46 | 26 | +20 | 68 | 3.     |
| 2009    | Vtoroj divizion – sk. Zapad | 3      | 36 | 11 | 13 | 12 | 44 | 45 | -1  | 46 | 13.    |
| 2010    | Vtoroj divizion – sk. Zapad | 3      | 32 | 14 | 7  | 11 | 40 | 38 | +2  | 49 | 5.     |
| 2011/12 | PFL – sk. Zapad             | 3      | 45 | 20 | 7  | 18 | 51 | 49 | +2  | 67 | 8.     |